# Virgola seriale
La virgola seriale, detta anche virgola di Oxford o virgola di Harvard (in inglese: serial comma, Oxford comma, o Harvard comma) è, nella punteggiatura, una virgola posta prima della congiunzione (in genere prima della «e»), al fine di esprimere in modo più corretto il significato della frase.
L'uso della virgola seriale può essere necessario nelle liste di tre o più elementi, e il riferimento a Oxford e Harvard deriva dal fatto che il suo impiego è incoraggiato dai manuali di stile  tipografico della Oxford University Press e della Harvard University Press.

## Vantaggi e svantaggi

### Vantaggi
Per esempio, si confronti il significato radicalmente diverso assunto dalla frase seguente con e senza la virgola seriale: 
(frase senza virgola di Oxford)
In questo caso il significato più evidente potrebbe essere che «i miei genitori» siano Jennifer Lopez e Barack Obama, cioè che io sia loro figlio.

Utilizzando la virgola e ponendola prima della congiunzione «e» finale la frase diventa: 
(frase corretta con la virgola di Oxford)
In questo modo, la frase riacquista il significato corretto: quello di esprimere un intenso amore per i tre soggetti citati (amo Jennifer Lopez, amo i miei genitori e amo Barack Obama).

### Svantaggi
Talvolta, la pratica di usare la virgola seriale crea ambiguità, invece di risolverle. Ad esempio, senza la virgola seriale, nella frase
potrebbe risultare che gli accompagnatori siano due (un marinaio e una cuoca di nome Betty), perché la virgola prima della congiunzione "e" indica "cuoca"  come apposizione di Betty. Se invece gli accompagnatori fossero stati tre (Betty, una cuoca di cui non si sa il nome e un marinaio), non ci sarebbe la virgola dopo "cuoca": la virgola seriale in questo contesto rende impossibile distinguere tra le due interpretazioni.

## Uso in inglese
In inglese, l'assenza di articoli determinativi in certi contesti rende più difficile distinguere il genere di un determinato sostantivo, con una conseguente maggiore ambiguità che ha una ricaduta anche nell'interpretazione giuridica di alcune dispute.

### Manuali di stile
Le istituzioni anglofone che consigliano l'uso della virgola seriale sono:
- Chicago Manual of Style (Stati Uniti);[4]
- Strunk and White's Elements of Style (Stati Uniti);[5]
- APA Style (Stati Uniti);[6]
- il Governo degli Stati Uniti (Stati Uniti);[7]
- Dictionary of Modern English Usage (Regno Unito).[8]

In contrasto, nel Regno Unito l'uso è sconsigliato per: 
- Cambridge University (Regno Unito);[9]
- The Economist (Regno Unito);[10]

Alcune guide invece richiedono l'uso della virgola seriale solo nei casi in cui la frase sarebbe ambigua senza la virgola: 
- Grammatically Correct;[11]
- Style guide Eats, Shoots & Leaves.[12]
- The Guardian and Observer (Regno Unito).[13]

### Stampa
La virgola seriale non è generalmente usata dai giornalisti. La maggior parte dei manuali di stile per la stampa scritta ne sconsiglia l'utilizzo, forse per mancanza di spazio (AP, The Economist, New York Times).

## Uso in italiano e in altre lingue
L'uso della virgola di Oxford, tipico della lingua inglese, è inconsueto o errato in italiano, come in altre lingue europee, come francese, spagnolo e tedesco. In italiano la virgola seriale non esiste, poiché si tende a evitare di far precedere una congiunzione da una virgola – anche al di là della regola grammaticale, che non prevede alcun 'divieto' rigido in merito – ma è di norma ritenuta errata prima della congiunzione che precede l'ultimo elemento di un elenco (a meno di casi particolari, come quando il penultimo elemento funga da apposizione del precedente).